# Же д'О
 „Же д'О" (на френски: Jet d’eau; на немски: Wasserstrahl, Васерщрал, превеждащо се като: Воден фонтан) е голям фонтан в Женева, Швейцария, една от забележителностите на града и един от най-големите фонтани в света. Разположен е на мястото, където река Рона се излива от Женевското езеро. Изобразен е на логото на първенството на УЕФА през 2008 г.
Фонтанът се вижда от голяма част от града, когато пръска вода във въздуха, може да се види дори от височина 10 км. 500 литра вода се изпръскват в секунда на надморска височина от 140 метра. Фонтанът работи с 2 помпи, 16 тона, 500 кВт, 2400 волта, консумиращи над 1 мегават електроенергия. Водата напуска дюзата при скорост от 200 км/ч. Когато фонтанът работи, във въздуха има средно 7 хил. литра вода. Нищо неподозиращите туристи, които посещават фонтана, който може да бъде достигнат чрез каменна дига от левия бряг на езерото, могат да бъдат изненадани и измокрени след лека промяна в посоката на вятъра.
Фонтанът е отворен през 1891 година, но не е бил осветен чак до 1930-те години.

## Галерия
- Поглед към фонтана от Женева
- Же д'О
- Въздушна снимка
- Фонтанът през деня